# Тералта (Бари)
Тералта (итал. Terralta) је насеље у Италији у округу Бари, региону Апулија.
Према процени из 2011. у насељу је живело 220 становника. Насеље се налази на надморској висини од 145 м.